# 白沙镇 (雷州市)
白沙镇，是中华人民共和国广东省湛江市雷州市下辖的一个乡镇级行政单位。

## 行政区划
白沙镇下辖以下地区：
白沙村、麻扶村、墨城村、白院村、下井村、桥东村、桥西村、乾山村、调爽村、平原村、石头村、东岭村、黎郭村、官村、瑚村、和家村、合兴村、六余村、草白村、那楠村、符处村、水美村、北坡村、邦塘村、洪富村、官茂村和陈家桥村。

## 中国传统村落
2012年，邦塘村被评为首批“中国传统村落”。